# Индивид
Индивид (от латински individuus „неделим“ през немски „Invidiuum“ или руски „индивид“ е понятие, с което се изразява единица живо същество. То може да бъде както човек, така и друг биологичен вид.
В психологията индивидът е носител на лични качества, които изграждат неговата индивидуалност. В социологията противоположно понятие на „индивид“ е общество. Индивид е всяко отделно живо същество, като цялостен организъм, разглеждан в различни аспекти. Индивид е конкретният човек, като биологичен вид с определени природни свойства, също така и като единица от обществото. Съвкупността на индивида включва и сложни образования, които се проявяват в най-интегративна форма във вид на темперамент и заложби.